# エスタディオ・デ・ア・マラタ
エスタディオ・デ・ア・マラタ（Estadio de A Malata）は、スペイン・ガリシア州フェロルにあるサッカー専用スタジアム。ラシン・フェロルがホームスタジアムとして使用している。

## 概要
1993年4月18日、ラシン・フェロル対アトレティコ・マドリードBのリーグ戦でスタジアムは開場した。
1993年の開場以来大規模な修繕は行われていなかったが、2022-23シーズンにラシン・フェロルが翌シーズンのセグンダ・ディビシオン昇格を決定させると、セグンダのリーグ規定に合わせるために史上初めて大規模な修繕が施された。

## ギャラリー

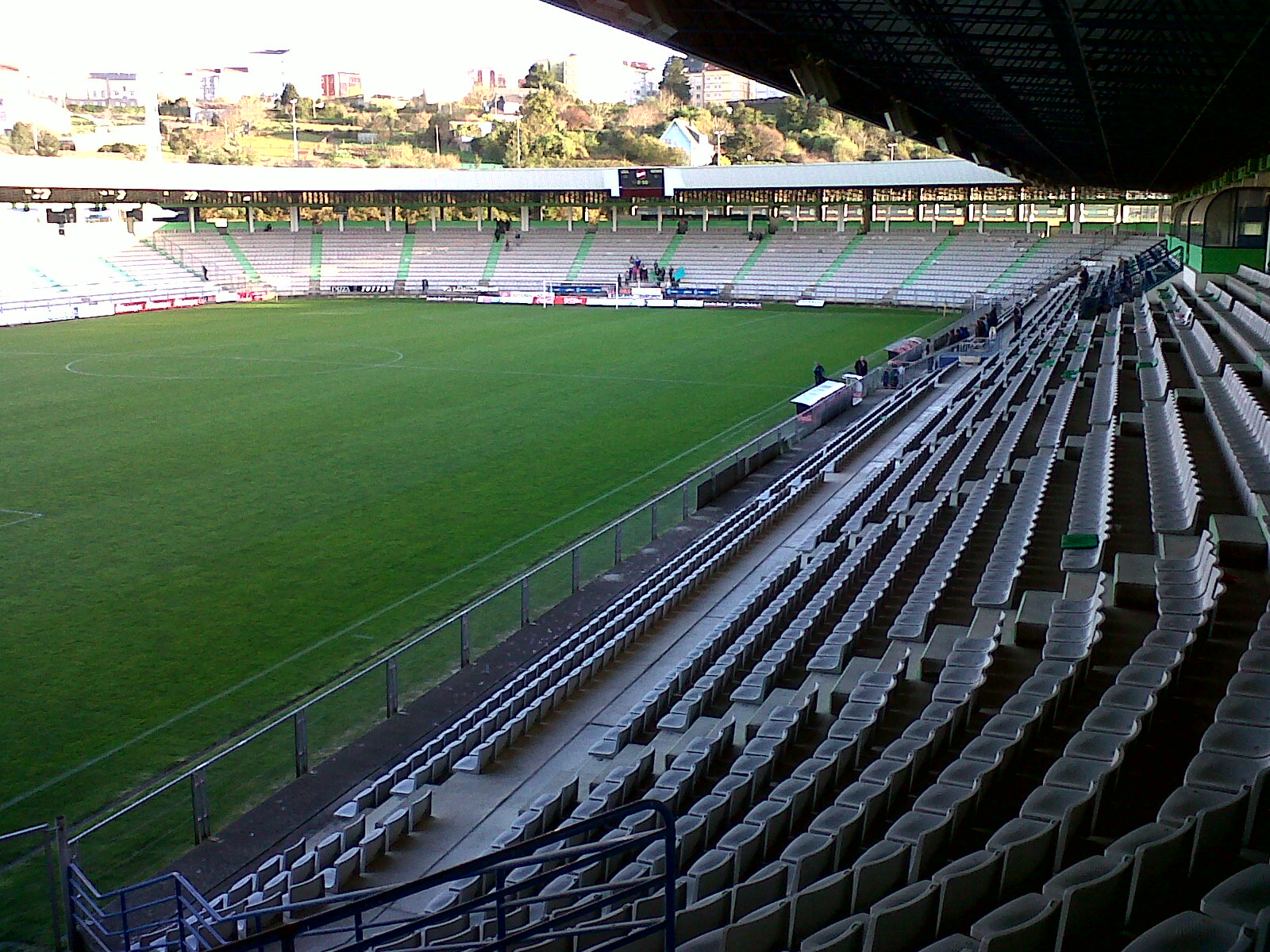
2011年のスタジアム1
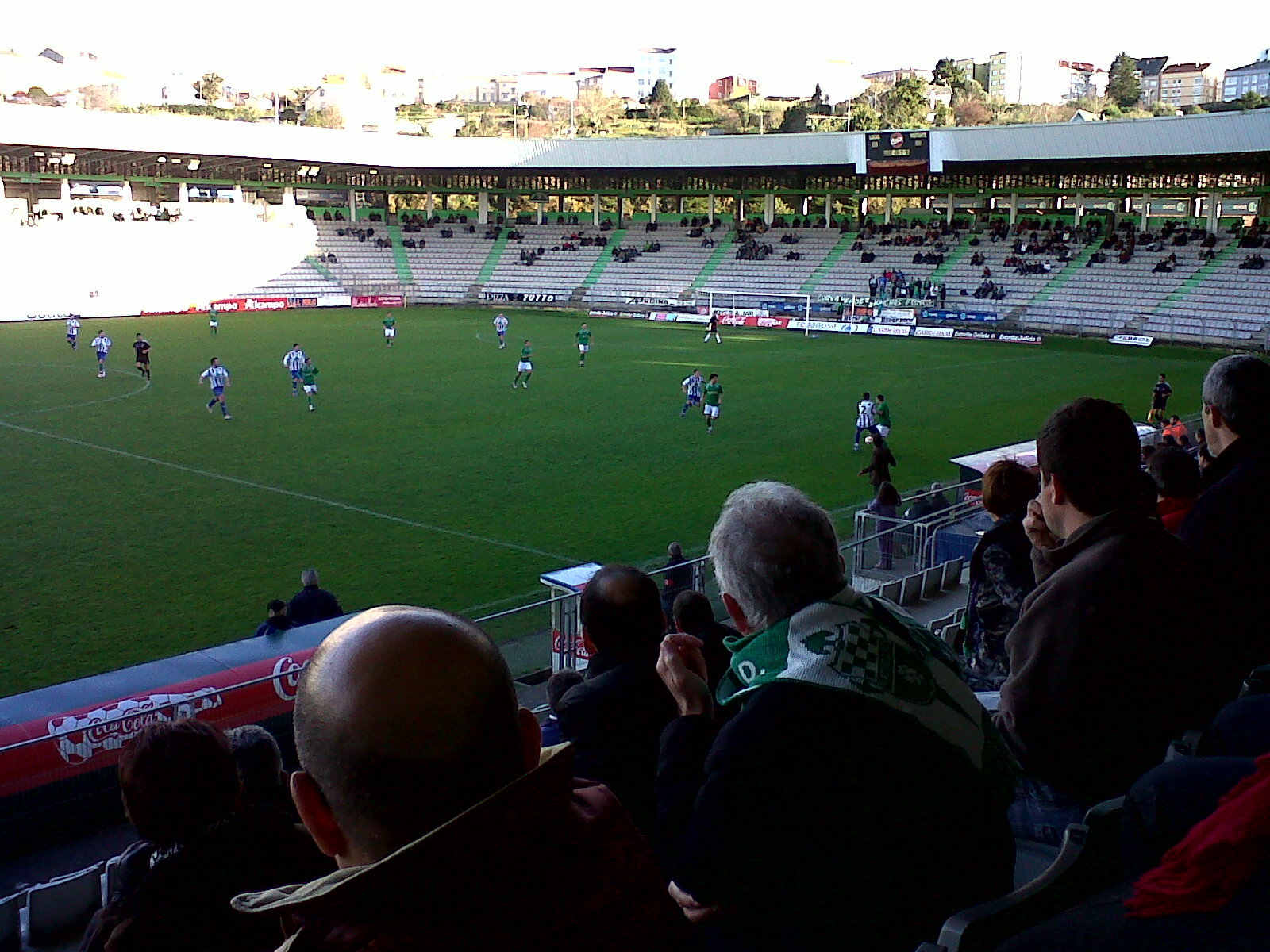
2011年のスタジアム2
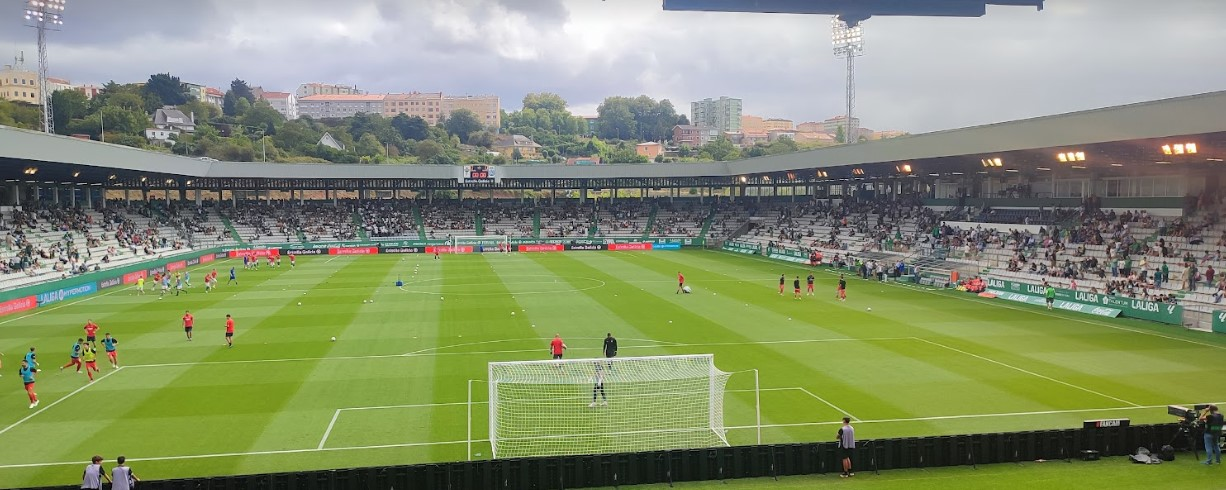
北スタンドからの眺め (2023年)